# Jam rock
Jam rock – styl w muzyce rockowej związany z grupami, które największe sukcesy odnosiły na scenie grając na żywo. Muzyka studyjna tych grup, często monotonna, nużąca i mało atrakcyjna dla "nie-kultowych" fanów, nabierała na scenie innego wymiaru. Wykonywana była przez sprawnych instrumentalistów posiadających zdolności improwizacyjne. Krótkie studyjne utwory, wykonywane na żywo rozrastały się do długich, często kilkunastominutowych lub dłuższych wykonań składających się z długich solówek instrumentalnych lub jamów. Do najwybitniejszych grup reprezentujących ten styl należały Grateful Dead i The Allman Brothers Band. Obecnie głównym zespołem zaliczanym do nurtu jam rocka, który wciąż istnieje i odnosi sukcesy w USA i Kanadzie jest Dave Matthews Band. W Polsce przedstawicielem jamu jest zespół Dżem.